# Comuna Sadovo, Plovdiv
Obștina Sadovo (comuna Sadovo) este o unitate administrativă în regiunea Plovdiv din Bulgaria. Cuprinde un număr de 12 localități.  Reședința sa este orașul Sadovo. Localități componente:
| - Ahmatovo - Bogdanița - Bolearți - Karadjovo - Katunița - Kocevo | - Milevo - Mominsko - Popovița - Sadovo - Selți - Ceșneghirovo |

## Demografie
Componența etnică a comunei Sadovo
     Romi (5,09%)
     Turci (2,54%)
     Bulgari (70,05%)
     Nicio identificare (22,16%)
     Altele (0,14%)
La recensământul din 2011, populația comunei Sadovo era de 15.604 locuitori. Din punct de vedere etnic, majoritatea locuitorilor (70,05%) erau bulgari, existând și minorități de romi (5,09%) și turci (2,54%). Pentru 22,16% din locuitori nu este cunoscută apartenența etnică.